# 영동터널
영동터널(永同터널)은 충청북도 영동군 용산면 부상리에 위치한 터널로, 1970년 7월 7일 경부고속도로 대전 ~ 대구 구간과 함께 개통되어 고속도로로 운용되다가 2015년 9월 22일 영동 ~ 청성 구간의 왕복 6차로로의 확장 및 선형 개량과 함께 폐도로 전환되었으나, 2017년 6월 상행선 터널을 방재종합시험장으로 시범운영하기 시작하였다. 하행선은 일반도로로 사용중이다.

## 같이 보기
- 황간터널: 부산 방면, 다음 터널
- 영동1터널: 서울 방면, 다음 터널